# Upogebiidae
Upogebiidae (лат.) — семейство роющих ракообразных, принадлежащее инфраотряду Gebiidea отряда Decapoda. Это представители инфауны, всю свою взрослую жизнь живущие в норах на морском дне. Было идентифицировано более 100 видов, причем разные виды часто узкоспециализированы для разных типов субстрата, включая даже морские губки или кораллы. Это фильтраторы, хотя некоторые виды также являются детритофагами.

## Роды
На май 2024 в семейство включает 12 современных родов, согласно World Register of Marine Species:
- Acutigebia Sakai, 1982
- Aethogebia A. B. Williams, 1993
- Arabigebicula Sakai, 2006
- Austinogebia Ngoc-Ho, 2001
- Gebiacantha Ngoc-Ho, 1989
- Gebicula Alcock, 1901
- Mantisgebia Sakai, 2006
- Neogebicula Sakai, 1982
- Pomatogebia Williams & Ngoc-Ho, 1990
- Tuerkayogebia Sakai, 1982
- Upogebia Leach, 1814
- Wolffogebia Sakai, 1982